# Macmillan Inc.
Macmillan Inc. là một công ty xuất bản Hoa Kỳ gần như đã không còn tồn tại. Trong khi một phần là chi nhánh Hoa Kỳ của Macmillan Publishers Anh, tàn dư của nguyên bản Macmillan Hoa Kỳ có mặt trong sách giáo khoa Macmillan/McGraw-Hill của McGraw-Hill Education và chi nhánh Macmillan Reference USA của Gale. Nhà xuất bản Holtzbrinck của Đức, vốn mua Macmillan UK vào năm 1999, đã mua hầu hết các quyền của Hoa Kỳ với tên này vào năm 2001 và đổi thương hiệu cho bộ phận của Mỹ với nó vào năm 2007 

## Lịch sử

### Nhà Brett
George Edward Brett đã mở văn phòng Macmillan đầu tiên tại Hoa Kỳ vào năm 1869 và Macmillan đã bán các hoạt động tại Hoa Kỳ cho gia đình Brett, George Platt Brett, Sr. và George Platt Brett Jr. vào năm 1896, dẫn đến việc thành lập một công ty Mỹ, Macmillan Publishing. Ngay cả khi tách công ty Mỹ khỏi công ty mẹ ở Anh, George Brett Jr. và Harold Macmillan vẫn là những người bạn thân thiết.

George P. Brett Jr. đã đưa ra những nhận xét sau đây trong một lá thư ngày 23 tháng 1 năm 1947 cho Daniel Macmillan về sự cống hiến của gia đình ông đối với ngành xuất bản Mỹ: 
 For the record my grandfather was employed by Macmillan's of England as a salesman.  He came to the United States with his family in the service of Macmillan's of England and built up a business of approximately $50,000 before he died.  He was succeeded... by my father, who eventually incorporated  The Macmillan Company of New York and built up business of about $9,000,000.  I succeeded my father, and we currently doing  a business of approximately $12,000,000.  So then, the name of Brett and the name of Macmillan have been and are synonymous in the United States.
 Dưới sự lãnh đạo của gia đình Brett, MacMillan từng là nhà xuất bản của các tác giả người Hoa Kỳ, Winston Churchill, Margaret Mitchell, người đã viết Cuốn theo chiều gió, và Jack London, tác giả của Nanh Trắng và Tiếng gọi nơi hoang dã.
Bretts vẫn kiểm soát các văn phòng Macmillan của Hoa Kỳ từ khi thành lập vào năm 1869 đến đầu những năm 1960, "một khoảng thời gian phù hợp với một vài gia đình khác trong lịch sử kinh doanh của Hoa Kỳ." 

### Sáp nhập và kết thúc
Thông qua việc sáp nhập với Crowell Collier Publishing Company vào năm 1961 và các thương vụ mua lại khác (đáng chú ý là The Scribner Book Enterprises năm 1984), nhà xuất bản Hoa Kỳ đã trở thành một người khổng lồ truyền thông theo cách riêng của mình, như Macmillan, Inc. Nó được mua lại bởi nhà tài phiệt người Anh gây tranh cãi Robert Maxwell năm 1989 và cuối cùng được bán cho Simon & Schuster vào năm 1994, sau cái chết của Maxwell (năm 1991) và thủ tục phá sản sau đó. (Vào thời điểm đó, Viacom vừa mua S&S thông qua việc mua lại công ty mẹ cũ Paramount Communications; hiện nó thuộc sở hữu của CBS Corporation.) Macmillan Publishing USA trở thành tên của bộ phận tham khảo của Simon & Schuster. Pearson mua lại tên Macmillan ở Mỹ vào năm 1998 (và sáp nhập Macmillan Computer Publishing với Addison Wesley Longman để thành lập bộ phận Pearson Tech của Pearson Tech Group), sau khi mua tập đoàn giáo dục và chuyên nghiệp Simon & Schuster (bao gồm nhiều tài sản Macmillan khác). Pearson đã bán bộ phận Macmillan Reference USA (bao gồm Scribner Reference) cho Thomson Gale vào năm 1999.
Hoạt động xuất bản trường học của Macmillan đã được sáp nhập vào một hoạt động chung với McGraw-Hill vào năm 1989. McGraw-Hill mua lại toàn bộ quyền sở hữu của Macmillan/McGraw-Hill vào năm 1993 sau cái chết của Maxwell.

### Holtzbrinck
Holtzbrinck đã mua hầu hết các quyền đối với tên Macmillan từ Pearson vào năm 2001, nhưng không phải bất kỳ doanh nghiệp nào sau đó liên kết với nó. Holtzbrinck đổi thương hiệu cho bộ phận của mình với tên vào năm 2007 
Cơ sở dữ liệu được bảo trì bởi người dùng trực tuyến Jacketflap báo cáo các nhà xuất bản Mỹ cấu thành của bộ phận Macmillan của Holtzbrinck (tháng 8 năm 2010):
Farrar Straus và Giroux, Henry Holt & Company, WH Freeman và Worth Publishers, Palgrave Macmillan, Bedford / St. Martin's, Picador, Roared Brook Press, St. Martin's Press, Tor Books và Bedford Freeman & Worth Publishing Group.

## Nhà xuất bản
- George Edward Brett
- George Platt Brett, Sr.
- George Platt Brett, Jr.